# Honderű

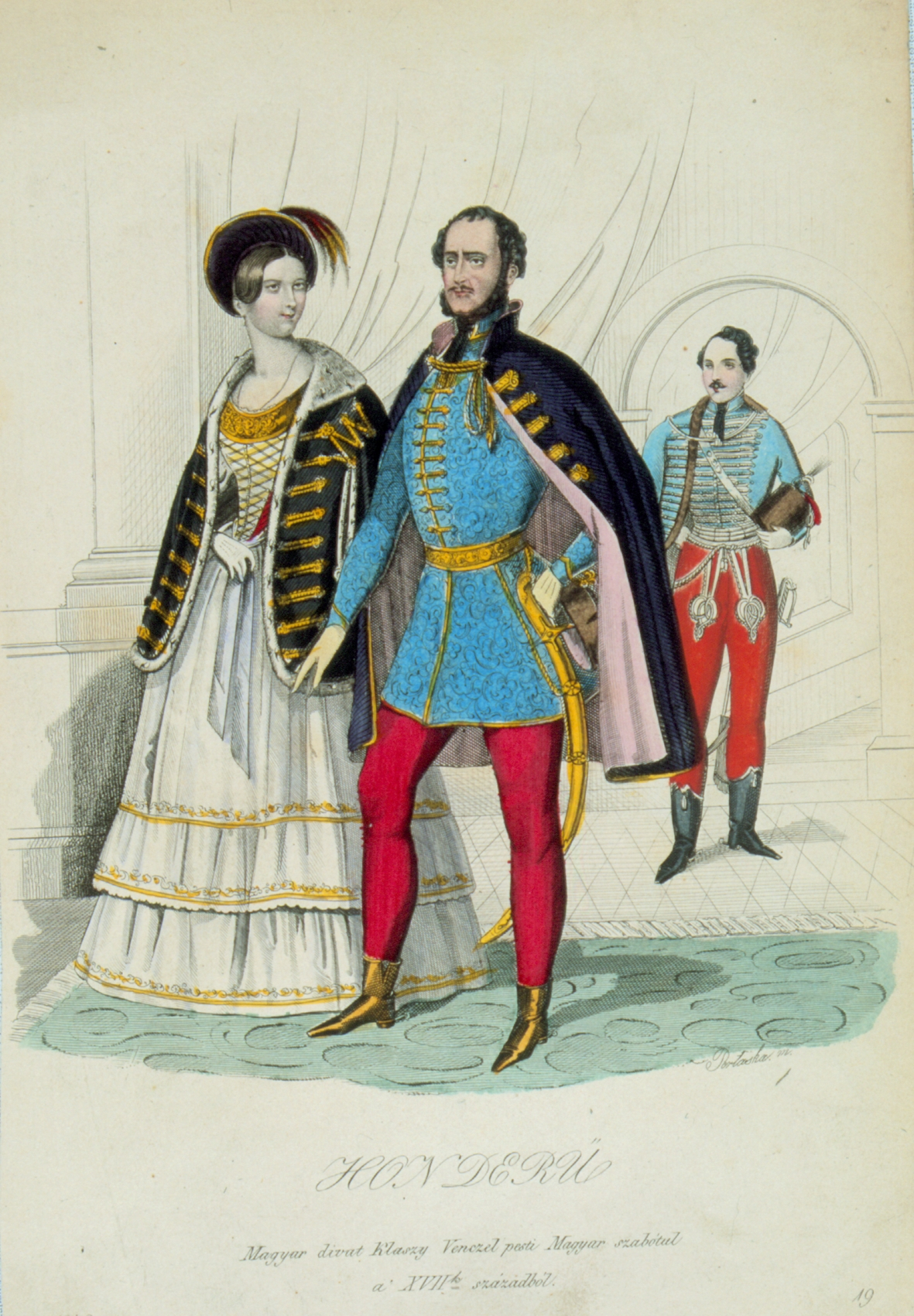
Széchenyi István és felesége, illusztráció a Honderűben

A Honderű (korabeli írásmóddal Honderü) egy magyar szépirodalmi, művészeti és divatlap volt 1843. január 7-e és 1848. április 1-je között, amelyet főként az arisztokráciának szántak. Kiadta Emich Gusztáv Pesten. Utóda a Reform (1848. máj. 2.–1848. aug. 6.) volt.

## Története
Petrichevich-Horváth Lázár szerkesztésében jelent meg az első száma 1843 első szombatján, január 7-én. Karikatúrákat és Párizsból hozatott divatképeket is közölt. 1845-től Nádaskay Lajos mint szerkesztő, Petrichevich-Horváth Lázár pedig mint igazgató-tulajdonos működtek a lap körül. Szépirodalmi részében novellákat, életképeket, verseket, tárcarovataiban kritikákat és rövid tudósításokat közölt. A színházi eseményekről Heti Szemle című rovata számolt be. A Honderű külső kiállítása eléggé elegáns volt; iránya: nemzeti nyelvünket a magasabb körökben is otthonossá tenni. 
A Pesti Salon hasábjain férfiatlanul hízelgett és túlságosan legyezgette az arisztokrácia hibáit, ezért mindenkor gyűlöletes is volt az írói és polgári körökben. A legtöbbet írtak a lapba: Jámbor Pál (Hiador), Garay János és Szemere költeményeket, br. Jósika Miklós, Péter Károly, Pompéry, Kovács Pál, Kuthy, Karacs Teréz, Lahner stb. beszélyeket; a lap legérdekesebb rovata volt Nádaskay Heti szemle című rovata és 1848-ban Medve Imre Egy proletárius levelei című vezércikkei. Hetenként jelent meg nyolcrét két íven, citromsárga borítékban (ugyanakkor a másik két szépirodalmi lap, az Életképek és a Pesti Divatlap rózsaszínű borítékban jelent meg). A Honderű sohasem vált népszerűvé, így az 1848. április 1-jei (13.) számmal megszűnt.